# Теренеево
Теренеево — село в Суздальском районе Владимирской области России, входит в состав Павловского сельского поселения.

## География
Село расположено в 3 км на запад от центра поселения села Павловское и в 12 км на юг от райцентра города Суздаль.

## История
Церковь в Теренееве каменная, в честь Архангела Михаила, с придельным престолом во имя святого Предтечи и Крестителя Господня Иоанна, построена в 1768 году тщанием княгини Наталии Михайловны Хилковой с прихожанами. В 1896 году в селе Теренееве 72 двора, 187 душ мужского пола и 187 женского.
В конце XIX — начале XX века село входило в состав Теренеевской волости Суздальского уезда.
С 1929 года село входило в состав Павловского сельсовета Суздальского района.

## Население
| 1859 | 1926 |
| ---- | ---- |
| 342  | 488  |

| 1859 | 1905 | 1926 | 2002 | 2010 | 2021 |
| ---- | ---- | ---- | ---- | ---- | ---- |
| 342  | ↗396 | ↗488 | ↘29  | ↘17  | ↗31  |

## Достопримечательности
В селе находится недействующая Церковь Михаила Архангела (1768).